# ミヒャエル・フレガール
ミヒャエル・フレガール（-プフレガー、ミシェル・プフガーとも、Michael Pfleghar、1933年3月20日 シュトゥットガルト - 1991年6月23日 デュッセルドルフ）は、ドイツの映画監督、テレビプロデューサーである。カルト作品『ベラミ2000』、ゴダールらとのオムニバス『愛すべき女・女たち』で知られる。

## 来歴・人物
1933年3月20日、ドイツ・シュトゥットガルトで生まれる。編集技師になるべく教育を受け、1954年、同市内の南ドイツ放送（シュトゥットガルト放送、SDR）の演出助手になった。やがて演出家に昇進、1950年代末にはヘルムート・イェデレ（ドクター・ヘルムート・ジェデル、Helmut Jedele）を追って、ミュンヘンにある「バヴァリア・フィルム（Bavaria Film Studios）」社に入った。1959年から1963年まで、総合演出をし、のちにフリーランスとなった。革新的なショウは評判になり、たちまちドイツでもっとも有名なテレビ演出家となった。
1960年、27歳のとき、1954年からドイツで活動していた4歳上のスウェーデンの人気歌手ビビ・ジョンズ（Bibi Johns）と結婚。翌1961年、テレビ映画『Zu jung um blond zu sein』を演出、ビビは同作に出演している。1962年に離婚。
1964年、31歳のとき、『ビヴァリーヒルズの死者 Die Tote von Beverly Hills』を監督、共同で脚本も執筆した。同作は第17回カンヌ国際映画祭コンペティションに出品、フランス映画高等技術委員会賞を受賞、華々しい映画監督デビューを飾った。同賞は、パルムドールを勝ち取ったジャック・ドゥミ監督の『シェルブールの雨傘』も同時に受賞している。また、同年、スパイ映画『レーザーライフル』を監督、日本でも公開された。2年後、ギ・ド・モーパッサンの『ベラミ』を下敷きにアナトール・ブラット（Anatol Bratt）が書いた小説『ベラミ66』を原作に、ドイツのスター俳優ペーター・アレグザンダー（Peter Alexander）、レバノン出身のイタリア女優アントネッラ・ルアルディ（Antonella Lualdi）を起用して、1966年に監督した映画『ベラミ2000』は、いまもカルトムービーと呼ばれる。
艶笑コメディの手腕を買われ、1966年、イタリア・フランス・西ドイツ合作のイタリア風オムニバス映画『愛すべき女・女たち』の監督として、巨匠クロード・オータン＝ララやマウロ・ボロニーニ、ヌーヴェルヴァーグのスター監督ジャン＝リュック・ゴダールとならんで最年少で抜擢される。ベルエポック期を描いたプレガールの第四話『手管に踊る倖せ』は、当時アメリカのセックスシンボルだった女優ラクエル・ウェルチが主演している。
1967年、各賞を受けた音楽特別番組 『A Man and His Music plus Ella plus Jobim（男と彼の音楽、そしてエラ、そしてジョビン）』をアメリカで演出した。出演は、フランク・シナトラにエラ・フィッツジェラルド、そしてアントニオ・カルロス・ジョビンである。シナトラの娘であるティナ・シナトラ（Tina Sinatra）と、1960年代末までミュンヘンで同棲した。論争の的となる第2ドイツテレビ（ZDF）のショウシリーズ『Wünsch dir was（自らに祈れ）』と、1973年から1979年まで、コメディテレビシリーズ『Klimbim』を演出した。友人のサッカー選手、「賢人」ことギュンター・ネッツァーを誘い、『Klimbim』で偽ハイノ（Heino）を演じさせ歌わせたことがある。
テレビの仕事に追われるまただなか、1972年ドイツでのミュンヘンオリンピックのオムニバス記録映画、『時よとまれ、君は美しい/ミュンヘンの17日』のドイツ代表監督に選ばれる。日本代表は『東京オリンピック』の市川崑、ポーランドはミロシュ・フォルマン、アメリカはアーサー・ペンだった。
1981年、「ユーロヴィジョン・ソング・コンテスト」の1968年ドイツ代表だったノルウェーの歌手ヴェンケ・ミューレ（Wencke Myhre）と結婚。彼女の二人目の夫であり、彼女とのあいだに息子ミヒャエル（1982年 - ）がいる。時期は定かではないが、それ以前に、同コンテストのミューレの前年1967年ドイツ代表だったヒットソング歌手のインゲ・ブリュック（Inge Brück）とも結婚していた時期がある。女性遍歴は華やかであった。
1990年、ウルスラ・ファイファーとともに、「Lobby für Kinder（子どもたちのためのロビー）」というクラブをニュルンベルクに設立し、貧困、病気、学校の困難、父または母が収監される、あるいは、麻薬問題が家族内にあるなどさまざまな苦境にいる現代の子どもたちを援助した。
しかしその矢先の翌1991年6月23日、出版人フーベルト・マエッセン（Hubert Maessen）が貸していた、デュッセルドルフのアパートの浴槽で、フレガールは拳銃自殺した。テレビのプロジェクトを外されたのである。シュトゥットガルトの森林墓地にある代々の墓に葬られた。58歳没。

## 受賞
- 銀のアヒル賞（『Klimbim』）

## フィルモグラフィー
- Kennen Sie die Milchstraße?　テレビ映画　1958年
- In 80 Takten um die Welt　テレビ映画　1960年
- Zu jung um blond zu sein　テレビ映画　1961年
- ビヴァリーヒルズの死者 Die Tote von Beverly Hills　1964年　監督・共同脚本　※第17回カンヌ国際映画祭コンペティション出品、フランス映画高等技術委員会賞
- Bonsoir, Kathrin!　テレビ映画　1964年
- レーザーライフル Serenade für zwei Spione　1964年　監督・脚本
- ベラミ2000 あるいはプレイボーイをいかにそそのかすか? Bel Ami 2000 oder Wie verführt man einen Playboy?　1966年　監督・共同脚本　出演ペーター・アレグザンダー、アントネッラ・ルアルディ、オーストリア・イタリア合作　※カルト作品
- 愛すべき女・女たち Le plus vieux métier du monde　第四話『手管に踊る倖せ』　1966年　主演ラクエル・ウェルチ

参加監督フランコ・インドヴィナ、マウロ・ボロニーニ、フィリップ・ド・ブロカ、クロード・オータン＝ララ、ジャン＝リュック・ゴダール
- Frank Sinatra: A Man and His Music + Ella + Jobim　テレビ映画　1967年
- モンテ・カルロ それは薔薇 Monte Carlo: C'est La Rose　ドキュメンタリー　1968年

出演グレース・ケリー、フランソワーズ・アルディ、ジルベール・ベコー、レーニエ3世
- Caterina from Heidelberg　テレビ映画　1969年
- ロミオとジュリエット70 Romeo und Julia 70　テレビシリーズ　1969年
- Wünsch Dir was!　テレビシリーズ　1969年 - 1970年
- Music Tropical　テレビ映画　1970年
- Jumbo-Jet - Ein Elefantenleben　テレビ映画　1970年
- Perlico - Perlaco　テレビ映画　1971年
- Sommersprossen　テレビ映画　1972年
- 時よとまれ、君は美しい/ミュンヘンの17日 München 1972, Teil 4: Die Frauen（Visions of Eight）　ドキュメンタリーオムニバス映画　1972年

参加監督ユーリー・オーゼロフ、マイ・ゼッタリング、市川崑、ミロス・フォアマン、クロード・ルルーシュ、ジョン・シュレシンジャー、アーサー・ペン
- Klimbim　テレビシリーズ　1973年 - 1979年
- Die Klempner kommen　テレビ映画　1976年
- Zwei himmlische Töchter und Die Gimmicks　テレビシリーズ　1978年
- Susi　テレビシリーズ　1980年
- Durch Dich wird diese Welt erst schön　テレビ映画　1988年
- Showgeschichten　テレビシリーズ　1988年 - 1980年
- Die lieben Verwandten　テレビシリーズ　1990年 - 1991年